# Triangle escalè

Un triangle escalè

Un triangle és escalè quan té els tres costats de longitud diferent.
Segons com sigui el seu angle més petit, un triangle escalè pot ser  acutangle,  rectangle o  obtusangle.
Els tres angles interns d'un triangle escalè són sempre diferents.